# Tom Goode
Thomas Guinne Goode (West Point, 1º dicembre 1938 – West Point, 8 ottobre 2015) è stato un giocatore di football americano statunitense che ha militato nel ruolo di centro nell'American Football League (AFL) e nella National Football League (NFL).

## Carriera
Goode al college giocò a football con i Mississippi State Bulldogs dove fu premiato come All-American. Fu scelto nel corso del 17º giro (234º assoluto) del Draft NFL 1961 dai Detroit Lions  e nel secondo giro (16º assoluto) del Draft AFL 1961 dagli Houston Oilers. Optò per firmare per questi ultimi passandovi quattro stagioni (1962–1965) prima di passare ai Miami Dolphins per altre quattro annate (1966–1969).  Goode fu nominato miglior giocatore dei Dolphins nel 1967 e migliore offensive lineman della squadra nel 1966 e nel 1969, venendo convocato per l'All-Star Game nel 1969.Giocò la sua ultima stagione con i Baltimore Colts nel 1970 dove fu il long snapper per il field goal vincente di Jim O'Brien nel Super Bowl V, diventando il primo giocatore da Mississippi State a vincere il Super Bowl.

## Palmarès

### Franchigia
- Super Bowl : 1

Baltimore Colts: V
- American Football Conference Championship: 1

Baltimore Colts: 1970

### Individuale
- AFL All-Star: 1

1969